# Dinocrocuta
Dinocrocuta là một chi động vật ăn thịt dạng mèo giống như linh cẩu. Các loài trong chi này đã sống ở châu Á và châu Phi trong thế Miocene. Chúng có bộ hàm khỏe có thể cắn nát xương.
Ước tính cân nặng của chúng khoảng 250 kilôgam (550 lb) và chiều cao đến vai khoảng từ 110 xentimét (43 in) đến 130 xentimét (51 in).

## Ecology

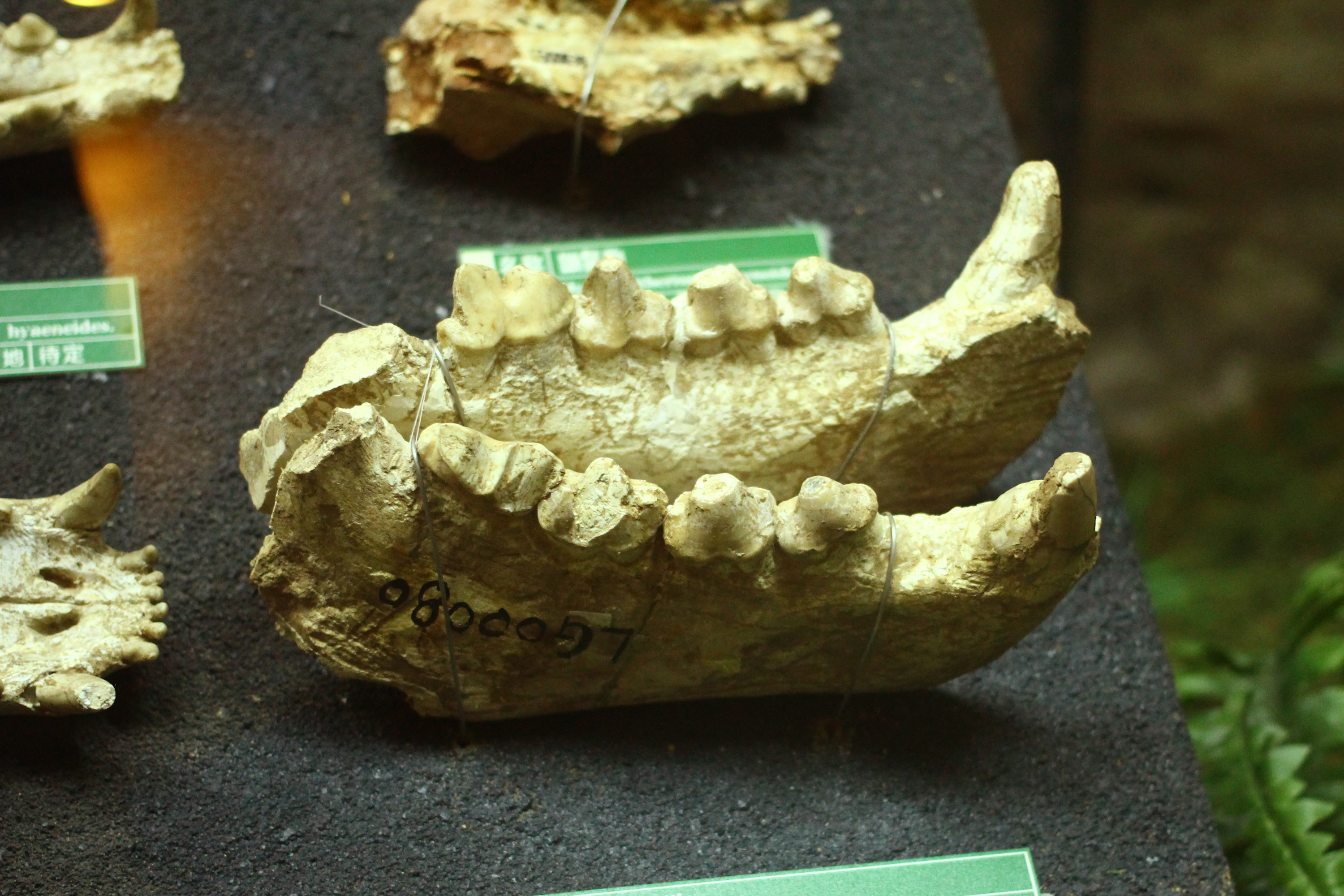
Hàm dưới của D. gigantea

Dinocrocuta là một kẻ săn mồi và ăn xác thối cực kỳ mạnh mẽ, có khả năng săn những con vật lớn hơn chúng rất nhiều. Mặc dù hiện tại vẫn chưa biết Dinocrocuta sống đơn độc hay sống theo bầy đàn, nhưng có lẽ nó là một loài săn mồi có khả năng săn những loài động vật như tê giác có ngà. Chilotherium. Chilotherium, mặc dù có kích thước to lớn, nhưng loài thú khổng lồ này rất dễ bị tổn thương, đặc biệt là khi nó đang sinh nở, bị thương hoặc bị bệnh. Hộp sọ và hàm của một con Chilotherium cái có vết cắn đặc biệt trên trán của bởi răng của một con Dinocrocuta, chỉ ra rằng tê giác là một phần trong chế độ ăn của loài động vật ăn thịt này. Sự mọc lại của xương trên vết thương của tê giác cũng cho thấy rằng nỗ lực săn mồi của Dinocrocuta đã thất bại và con tê giác đã chiến đấu chống lại kẻ tấn công, tìm cách trốn thoát và chữa lành vết thương.